# Ambazac (tổng)
Tổng Ambazac là một tổng của Pháp tọa lạc tại tỉnh Haute-Vienne trong vùng Nouvelle-Aquitaine của Pháp.

## Địa lý
Tổng này được tổ chức xung quanhd'Ambazac trong quận Limoges. Độ cao khu vực này là 223 m (Saint-Priest-Taurion) đến 666 m (Ambazac) độ cao trung bình trên mực nước biển là 390 m.

## Hành chính
| Giai đoạn | Ủy viên        | Đảng | Tư cách                              |
| --------- | -------------- | ---- | ------------------------------------ |
| 1992-1998 | André Gagnadre | PS   | Thị trưởngAmbazac                    |
| 1998-2004 | André Gagnadre | PS   | Thị trưởngAmbazac                    |
| 2004-2011 | Georges Biron  | PS   | Thị trưởng Saint-Laurent-les-Églises |

## Phân chia đơn vị hành chính
Tổng Ambazac được chia thành 7 xã và khoảng 13 953 người (điều tra dân số năm 1999 không tính trùng dân số).
| Xã                        | Dân số | Mã bưu chính | Mã insee |
| ------------------------- | ------ | ------------ | -------- |
| Ambazac                   | 4 836  | 87240        | 87002    |
| Les Billanges             | 288    | 87340        | 87016    |
| Bonnac-la-Côte            | 1 166  | 87270        | 87020    |
| Rilhac-Rancon             | 3 652  | 87570        | 87125    |
| Saint-Laurent-les-Églises | 683    | 87240        | 87157    |
| Saint-Priest-Taurion      | 2 613  | 87480        | 87178    |
| Saint-Sylvestre           | 715    | 87240        | 87183    |

## Thông tin nhân khẩu
| 1962                                                     | 1968  | 1975   | 1982   | 1990   | 1999   |
| -------------------------------------------------------- | ----- | ------ | ------ | ------ | ------ |
| 8 782                                                    | 9 176 | 10 204 | 12 278 | 13 405 | 13 953 |
| Nombre retenu à partir de 1962 : dân số không tính trùng |       |        |        |        |        |